# 長尾村 (神奈川県)
長尾村（ながおむら）は、神奈川県の東部、鎌倉郡に属していた村。

## 地理
現在の横浜市栄区の柏尾川西側の田谷町・長尾台町・金井町と戸塚区小雀町に相当する。

## 歴史
- 1889年（明治22年） - 田谷村、長尾台村、金井村、小雀村が合併し長尾村設立。役場は富士見村、俣野村と共同での三村組合役場という形式で、富士見村原宿に置かれた。
- 1915年（大正4年） - 旧田谷村、長尾台村、金井村部分が鎌倉郡豊田村に編入、旧小雀村部分が鎌倉郡富士見村・俣野村と合併、大正村新設。当時、小雀が畑作地帯、それ以外が水田地帯などと、産業・地勢などの面で相違があったため両地域が相反し、分村となった。